# BR-040
De BR-040 is een federale snelweg in Brazilië. De snelweg is een radiale weg en verbindt de hoofdstad Brasilia met Rio de Janeiro in de deelstaat Rio de Janeiro in het zuidoosten van het land.

## Lengte en deelstaten
De snelweg is 1175,5 km lang en loopt door het Federaal District en drie deelstaten:
- Goiás
- Minas Gerais
- Rio de Janeiro

## Steden
Langs de route liggen de volgende steden:
- Brasilia
- Valparaíso de Goiás
- Luziânia
- Cristalina
- Paracatu
- João Pinheiro
- Três Marias
- Felixlândia
- Paraopeba
- Caetanópolis
- Sete Lagoas
- Ribeirão das Neves
- Contagem
- Belo Horizonte
- Congonhas
- Conselheiro Lafaiete
- Cristiano Otoni
- Carandaí
- Ressaquinha
- Alfredo Vasconcelos
- Barbacena
- Santos Dumont
- Ewbank da Câmara
- Juiz de Fora
- Matias Barbosa
- Simão Pereira
- Comendador Levy Gasparian
- Três Rios
- Areal
- Petrópolis
- Duque de Caxias
- Rio de Janeiro